# Rajamati
Rajamati (1995) (Nepal Bhasa: राजमति) es la segunda película cinematográfica realizada en Nepal Bhasa. La primera película en Nepal Bhasa es Silu, la cual fue estrenada en 1987.
Rajamati trata sobre una joven newar llamada Rajamanti, que no posee suerte, ella es oriunda de Katmandú. Rajamanti se ve involucrada en una serie de relaciones sentimentales fallidas. La historia se basa en una balada popular de la sociedad newar que se remonta hace 200 años. Rajamati nace en Taha Nani en Itum Baha, una vecindad histórica y sagrada en el centro de Katmandú.